# 楊運長
楊運長（？—479年），宣城郡懷安縣人。南北朝時南朝宋權臣，因得宋明帝信任而得掌權力，但後來被蕭道成調離中央，更被殺。

## 生平
楊運長初在宣城郡任吏，但後來卻被時任宣城太守的范曄解除吏名。後來楊運長因為他擅長射擊而獲時仍為皇子身份的劉彧選為射師，並因恭謹樸實而得其寵信。劉彧及後即位，是為宋明帝，遂厚待運長，讓他與阮佃夫、王道隆、李道兒等其他倖臣共掌權力，升任員外散騎侍郎，南平昌太守。明帝晚年猜忌諸弟，怕他們會危及太子之信，泰始七年（471年）明帝患病，運長擔憂一旦明帝去世，深得朝野信靠的司徒劉休仁勢必輔政，這會影響到自己的權力，遂是支持明帝殺弟計劃，休仁遂被賜死，不久明帝幼弟巴陵王劉休若亦被賜死。同年，運長出侍東宮。
泰豫元年（472年），明帝去世，太子繼位，是為宋後廢帝，道隆就與佃夫皆兼通事舍人，他獲加龍驤將軍，後轉給事中。元徽二年（474年），桂陽王劉休範起兵叛亂，矛頭直指楊運長及王道隆等人，但為右衞將軍蕭道成主導的守軍所平。初期休範軍直逼蕭道成所據的新亭壘，但因運長率領的七百三齊射手以箭矢掩護，成功阻止敵軍直接攻壘。戰後運長受封南城縣子，食邑八百戶。元徽三年（475年），轉安成王劉準的車騎中兵參軍，不久再轉後軍將軍，仍兼通事舍人。
楊運長為人樸素清廉，不像阮佃夫那樣貪斂受賄，反而不營莊園屋宅，亦不接受別人禮物，但運長本身識見差，只是一直信賴親信潘智及徐文盛，行事都必先與他們商議。運長為了權力亦猜忌逼害宗室中有名望的建平王劉景素，甚至曾派周天賜假意投靠景素，誘其叛亂。然景素終在元徽四年（476年）起兵，但很快就被常為此作準備的運長等人消滅。元徽五年（477年）又以疑忌荊州刺史沈攸之，與向沈攸之求官不成的高道庆合謀派刺客刺殺攸之，但失敗。
昇明元年（477年），蕭道成等人以政變殺後廢帝，立劉準，是為宋順帝。運長被調為寧朔將軍、宣城太守。昇明三年（479年），運長棄官歸家，遭蕭道成派驃騎司馬崔文仲殺害。

## 延伸阅读
[在维基数据编辑]
 《宋書/卷94》，出自沈约《宋书》